# Peter Spuhler (Intendant)

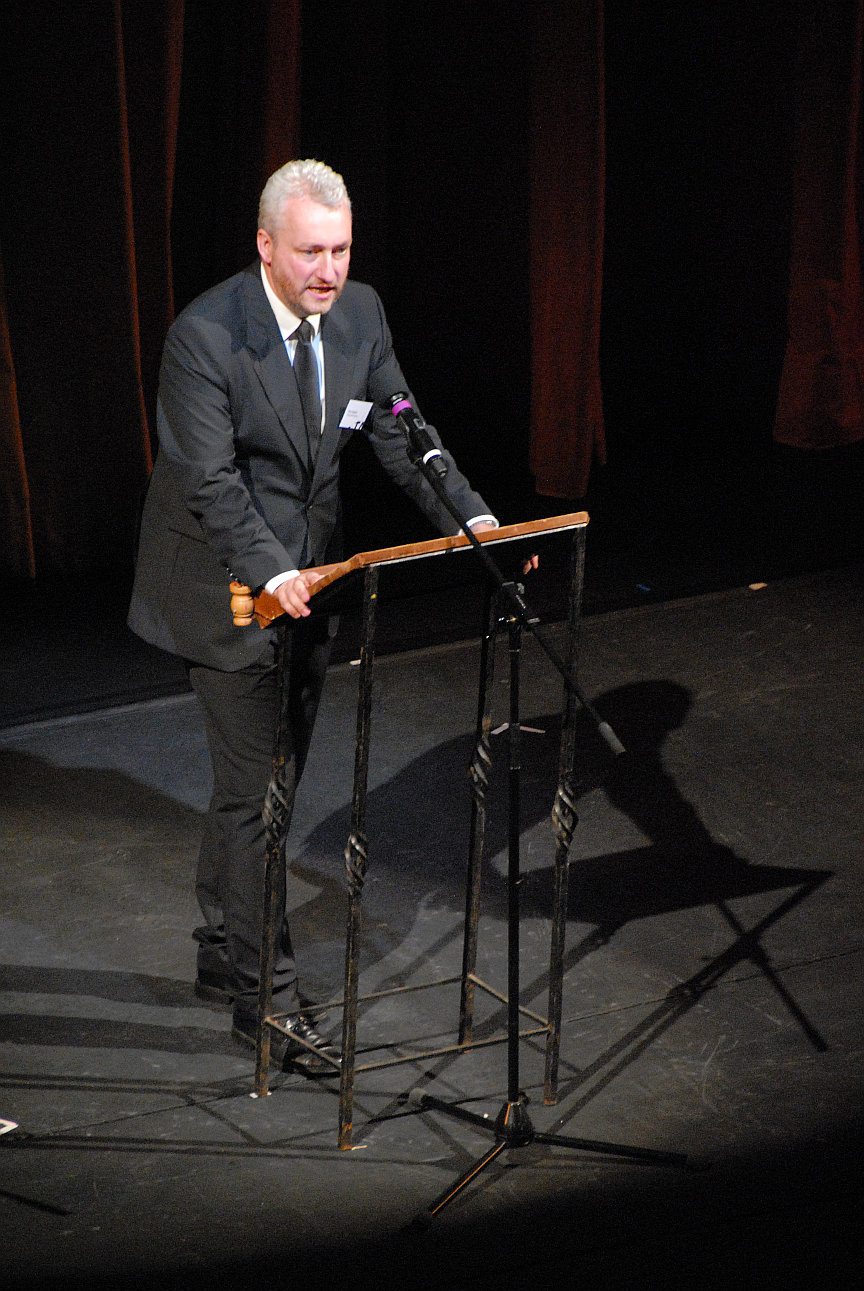
Peter Spuhler (2011)

Peter Spuhler (* 7. Juli 1965 in Berlin) ist ein deutscher Dramaturg, Theaterintendant Kulturmanager und Dozent. Er war Intendant des Landestheaters Tübingen, des Theaters und Orchesters Heidelberg und bis 2021 des Badischen Staatstheaters Karlsruhe.

## Leben
Peter Spuhler setzte sich bereits in der Schulzeit für gesellschaftliche Veränderung und soziale Gerechtigkeit ein. Er war Schülersprecher, Bezirksschülersprecher und zeitweilig Landesschülersprecher der Landesschülervertretung von Berlin. Als solcher engagierte er sich für den Erhalt des Bafögs und war in der Friedensbewegung aktiv. Anschließend studierte er Regie und Dramaturgie am Max-Reinhardt-Seminar in Wien. Er erhielt sein Diplom mit Auszeichnung sowie einen Preis des Österreichischen Wissenschaftsministeriums für seine Diplominszenierung. Darüber hinaus war er Stipendiat der Studienstiftung des deutschen Volkes. Nach diversen Hospitanzen und Regieassistenzen an verschiedenen Wiener Theatern, unter anderem am Burgtheater bei Andrea Breth und am Theater „Der Kreis“ bei George Tabori, arbeitete von 1990 bis 1991 als Dramaturg am Schauspielhaus in Wien. Dort verhalf er dem noch unbekannten österreichischen Dramatiker Werner Schwab zu überregionaler Aufmerksamkeit (Einladung zu den Mülheimer Theatertagen) und initiierte ein Programm von Uraufführungen und österreichischen Erstaufführungen gemeinsam mit dem Intendanten Hans Gratzer, das deutschlandweit Beachtung fand.
Von 1993 bis 1996 übernahm er für drei Jahre die Leitung des Kinder- und Jugendtheaters am Theater der Altmark / Landestheater Sachsen Anhalt-Nord in Stendal und war zudem als Regisseur und Dramaturg tätig. In diesem Zeitraum erweiterte er das theaterpädagogische Angebot, konzipierte neue Vorstellungsreihen, steigerte die Besucherzahlen erheblich und beteiligte sich an öffentlichen Diskussionen zur Bedeutung des Kinder- und Jugendtheaters.
1996 wechselte er zum Volkstheater Rostock, wo er während seiner Amtszeit verschiedene Leitungspositionen bekleidete. So war Spuhler leitender und geschäftsführender Dramaturg und übernahm die dortige Schauspieldirektion. Darüber hinaus war er maßgeblich daran beteiligt, das Haus gegen Spartenschließungen zu verteidigen. In diesem Zusammenhang gründete er ein Bündnis gegen Kultur- und Sozialabbau und startete eine Unterschriftenaktion, die knapp 70.000 Unterschriften erreichte und an der sich u. a. Prominente wie Udo Jürgens, Nina Hagen, Nena und die Söhne Mannheims beteiligten. Auch die TV-Serie Lindenstraße thematisierte die geplante Schließung. In der Folge konnten die Schließungspläne abgewendet werden. Bereits in Rostock begann Spuhler mit der Förderung junger Dramatiker durch die Reihe „Die Lesung“, in der neue, noch nicht aufgeführte Theaterstücke vorgestellt wurden.
2001 in Rostock wurde Peter Spuhler zum Intendanten des Landestheaters Württemberg-Hohenzollern in Tübingen/Reutlingen gewählt. In seiner Zeit als Intendant von 2001 bis 2005 steigerte er die Zuschauerzahlen und Auslastung des Theaters und gewann diverse Bestplatzierungen in Fachzeitungen. Das Landestheater erreichte unter seiner Leitung die höchste Vorstellungszahl aller Theater im deutschsprachigen Raum sowie den besten Effizienzschlüssel aller Theater in Baden-Württemberg und wurde vor allem durch seine innovativen Inszenierungen und seine Arbeit mit jungen Autoren überregional bekannt. U. a. wurde das Landestheater Tübingen mit „Nomaden“ von Ulrike Syha zu den Mülheimer Theatertagen eingeladen. In Anerkennung seiner Arbeit erhielt er zum Abschied die Hölderlin-Medaille der Stadt. „Peter Spuhler war in Tübingen für ein ambitioniertes und auch finanziell sehr erfolgreiches Theater verantwortlich. Die Bilanz seiner dreijährigen Tätigkeit am dortigen Landestheater kann sich sehen lassen.“ würdigte der Staatssekretär im Ministerium für Wissenschaft, Forschung und Kunst den scheidenden Intendanten. „Mit jungen Regisseuren und Schauspielern wurde in Tübingen drei Jahre lang leidenschaftliches und erfolgreiches Theater gemacht.“
Von 2005 bis 2011 war Peter Spuhler Intendant des Theaters und Philharmonischen Orchesters der Stadt Heidelberg. Die Arbeit von Spuhler und seinem Team stand unter dem Motto „Sehnsucht“ mit jährlich wechselnden Schwerpunktthemen. Alle Inszenierungen und Konzerte waren thematisch am jeweiligen Spielzeitmotto ausgerichtet. Auch in Heidelberg erreichte er wieder Rekordbesucherzahlen und -einnahmen und konnte ein deutlich jüngeres Publikum für die Aufführungen und Konzerten gewinnen. Die Abonnentenzahlen stiegen auf den höchsten Stand der letzten 19 Jahre. Mit einem außergewöhnlichen und innovativen Spielplan, den er mit Deutschlands jüngstem Generalmusikdirektor, Cornelius Meister, mit den Operndirektoren Bernd Feuchtner und Joscha Schaback sowie den Schauspieldirektoren Axel Preuß und Jan Linders realisierte, erreicht er überregionales Ansehen. In der Jahresumfrage der Deutschen Bühne erreichte Heidelberg viermal einen vorderen Platz in der Rubrik „außergewöhnliche Theaterleistung abseits der großen Theaterzentren“. Bereits in den drei Jahren in Tübingen hatten Spuhler und sein Team mit ihrer Arbeit diesen Platz eingenommen. Darüber hinaus gewann das Heidelberger Theater eine Auszeichnung für das „Beste Konzertprogramm“, den „Junge Ohren Preis“ für sein spartenübergreifendes Projekt „Das neue Wunderhorn“, Förderungen der Bundeskulturstiftung für beispielgebende Projekte und diverse Einzelnennungen in Jahresumfragen für die Künstler des Hauses. Der Opernregisseur und Intendant Benedikt von Peter erhielt für seine Heidelberger Inszenierung von Hans Zenders Chief Joseph den Götz-Friedrich-Preis. Die Heidelberger Oper wurde bekannt als ein Ort, an dem es junge Talente zu entdecken gab. So wurde die junge Dirigentin und jetzige Generalmusikdirektorin Joana Mallwitz mit ersten Aufgaben betraut, und der Regisseur und Intendant Tobias Kratzer schuf seine erste Inszenierung an einem Stadttheater. 2010 wurde das Heidelberger Theater aufgrund seines Engagements, Oper Blinden und Sehbehinderten zugänglich zu machen, einer der 365 Orte bei „Deutschland – Land der Ideen“.
1996 war Spuhler Mitbegründer des „Forums junge Dramaturgie“ innerhalb der Dramaturgischen Gesellschaft, deren langjähriges Vorstandsmitglied er ab 1998 und deren Vorsitzender er von 2007 bis Januar 2011 war. Anschließend wurde er zum Ehrenmitglied der Gesellschaft ernannt. Darüber hinaus war er Mitglied der Intendantengruppe des Deutschen Bühnenvereins, des Verleger- und Rundfunkausschusses des Bühnenvereins sowie Stellvertretendes Mitglied im Verwaltungsrat des Bühnenvereins und Mitglied im Verwaltungsrat der Versorgungsanstalt der deutschen Bühnen. Von 2011 wurde er in den Vorstand des Landesverbands Baden-Württemberg des Bühnenvereins gewählt und war dort bis Sommer 2020. Im Januar 2012 wurde er sachverständiges Mitglied im Kulturausschuss der Stadt Karlsruhe bis 2022. Darüber hinaus ist er Mitglied der Akademie für Darstellende Kunst und der Freien Akademie der Künste Rhein-Neckar, des Chambre Professionnelle des Directeurs d’Opéra, der französischen Intendantenvereinigung, Vorstandsmitglied des europäischen Opernnetzwerkes „Opera Europa“.
Peter Spuhler lehrt als Honorarprofessor an der Karlshochschule International University in Karlsruhe in den Bereichen „Cultural Mangement“, „Sustainable Urban Development“ und „German Cultural Studies“. Er wird immer wieder als Gastdozent angefragt, so von der Ludwig-Maximilians-Universität München in Verbindung mit der dortigen Theaterakademie, von der Universität Mannheim, der Universität Heidelberg und auch für den Studiengang Arts-Administration der Universität Zürich. Er war und ist in verschiedenen Jurys und Beiräten tätig, auch für die Evangelische Kirche, deren Landessynode er als vom Landesbischof berufenes Mitglied er angehörte, und z. B. zur Erstellung der Kunstkonzeption des Landes Baden-Württemberg, der Studienstiftung des deutschen Volkes, des Rotary Clubs Karlsruhe und des Heidelberg Clubs International.
Von Juli 2006 bis Oktober 2010 war Peter Spuhler, der innerhalb seiner Heidelberger Intendanz auch die Festivals „Heidelberger Stückemarkt“, „Heidelberger Schlossfestspiele“ und „Winter in Schwetzingen“ verantwortet, Sprecher der Festivalgruppe der Metropolregion Rhein-Neckar, die sich mit der Profilierung der Metropolregion als Festivalregion beschäftigt. Zusammen mit dem Nationaltheater Mannheim und dem Theater im Pfalzbau Ludwigshafen rief das Theater Heidelberg das Theaterfestival „Junges Theater im Delta“ ins Leben. Das Festival vernetzt die theaterpädagogische Arbeit mit Kindern und Jugendlichen in der Rhein-Neckar-Region. Für diese Initiative erhielten die beteiligten Theater 2010 mit der BASF den „Kulturpreis der Deutschen Wirtschaft“. Als weitere Auszeichnungen erhielt das Heidelberger Theater darüber hinaus den „1. Preis des Deutschen Musikrats“ für das Konzert „Rap it Like Heidelberg“ sowie der „Götz-Friedrich-Studiopreis“, der erstmals vergeben wurde, für den Heidelberger Regieassistenten Elmar Supp und die Kirchenoper „Noahs Flut“. Als weitere Anerkennung war die Förderung aus dem „Wanderlust“-Fonds der Bundeskulturstiftung. Das Theater kooperierte zwei Jahre lang mit dem Beit-Lessin-Theater in Tel Aviv und gestaltete so eines der umfangreichsten deutsch-israelischen Kulturprojekte der letzten Jahre. Darüber hinaus wurde das Heidelberger Theater Mitglied der europäischen Theaterverbände „Opera Europa“ und „European Theater Convention“ (ETC). Innerhalb der ETC entstand ein Klassenzimmerstück mit dem Théâtre de Genève im Rahmen der Initiative „Young Europe“. Die Produktionen des Heidelberger Theaters wurden zu verschiedenen Festivals eingeladen, so u. a. zur Wiesbadener Biennale oder zu „Augenblick mal“, dem Theatertreffen des Kinder- und Jugendtheaters in Berlin.
Spuhler leitete eine Generalsanierung des Heidelberger Theaters in die Wege. Mit Hilfe eines „Bürgerkomitees zur Rettung des Theaters“ gelang es, innerhalb von nur wenigen Jahren, fast 20 Millionen an Spendengeldern für dieses Vorhaben zu sammeln. Diese Initiative wurde 2007 ebenfalls vom Bundespräsidenten als einer der „365 Orte im Land der Ideen“ ausgezeichnet. Im März 2009 wurden Cornelius Meister und er erste Ehrenmitglieder des „Bürgerkomitees“; Spuhler war darüber hinaus bis zum Ende seiner Intendanz in Heidelberg Mitglied der Lenkungsgruppe der Theatersanierung. Im Herbst 2012 wurde das sanierte und erweiterte Theater wiedereröffnet und erhielt zahlreiche positive Würdigungen in der Fachwelt. Auch für den Theaterbetrieb konnte Spuhler das Spenden- und Sponsoringaufkommen erheblich steigern.
Anlässlich seines Abschieds in Heidelberg wurde Spuhler von Oberbürgermeister Eckart Würzner in Anerkennung seiner Verdienste um das Heidelberger Theater zu dessen Ehrenmitglied ernannt. Weitere Ehrenmitgliedschaften verliehen der Theaterfreundeskreis, den Spuhler ins Leben gerufen hatte, wie auch die Heidelberger AIDS-Hilfe.
Im Frühjahr 2009 wurde Peter Spuhler zum Generalintendant des Badischen Staatstheaters Karlsruhe gewählt und trat sein Amt mit Beginn der Spielzeit 2011/12 an. Er gründete zwei neue Sparten, das „Junge Staatstheater“ und die Bürgerbeteiligungssparte „Volkstheater“ und eröffnete eine neue Studio-Bühne sowie ein Probebühnenzentrum. Das Staatstheater wurde Mitglied der ETC und gewann eine Förderung aus dem Fonds „Heimspiel“ der Bundeskulturstiftung für sein Projekt Gastfreund / Die Argonauten. Darüber hinaus wurde es „Ort im Land der Ideen“ mit seiner Idee einer Recyclingoper und war eines von drei nominierten Projekten als Bundessieger „Kultur“. Zum Ende der ersten Spielzeit erzielte das Staatstheater den 3. Platz in der Kritikerumfrage der „Deutschen Bühne“ 2012 in der Rubrik „beste Gesamtleistung eines Theaters“ und den Preis des deutschen Verlegerverbands 2012 für das interessanteste Musiktheaterprogramm. Im gleichen Jahr ging auch der Preis für das beste Konzertprogramm an die Badische Staatskapelle. Die stetige Öffnung des Theaters nach außen führte 2014 zur Nominierung des Staatstheaters bei den „International Opera Awards“ in der Kategorie Accessibility.
Spuhler setzte sich intensiv für die Förderung von Frauen in Führungspositionen ein. Im Schauspiel wurden gezielt Regisseurinnen mit Inszenierungsaufgaben betraut. Für einen Zeitraum gab es eine 100 Prozent Frauenquote in der Regie.
Besondere Aufmerksamkeit erregte der Karlsruher „Ring der Vielfalt“, der von vier Regisseuren gestaltet wurde. Tobias Kratzer erhielt für seine Inszenierung der „Götterdämmerung“ den deutschen Theaterpreis „Der Faust“. Die Karlsruher Händel-Festspiele wurden unter Spuhler Intendanz zu Internationalen Händel-Festspielen und zogen mit künstlerisch herausragenden Leistungen ein Publikum aus der ganzen Welt an. Spuhler präsentierte den französischen Barock-Regisseur Benjamin Lazar erstmals in Deutschland, Jakub Jozef Orlinski wurde für die Gestaltung der Titelrolle in Lazars Inszenierung von „Tolomeo“ als Sänger des Jahres ausgezeichnet.
Spuhler war Mitglied des Boards von Opera Europa und wurde zweimal zum secretary of the board gewählt. 2019 initiierte Spuhler in Straßburg und Karlsruhe die 35. Opera Europa Konferenz. „Es ist die 35. Opera Europa Konferenz, doch zum ersten Mal wird sie von Mitgliedern aus zwei Ländern gemeinsam veranstaltet. Sie baut eine symbolische Brücke Über den Rhein zwischen zwei Gründungsmitgliedern der Europäischen Union - und spannt weitere Brücken auf zum Rest Europas und tatsächlich in die ganze Welt.“, sagte dazu der Direktor von Opera Europa, Nicholas Payne. Das entscheidende Ereignis der Konferenz, an der es um die Zukunft der Oper ging und an der über 200 Opernhäuser teilnahmen, war die Lancierung des 1. World Opera Day am 25. Oktober 2019 Darüber hinaus initiierte Spuhler das erste Symposium für Oper und Medienkunst in Deutschland und setzte damit ein Zeichen für eine innovative Weiterentwicklung der Kunstform Oper. Neben der Weiterentwicklung der Karlsruher Oper setzte sich Spuhler intensiv für die Förderung des Nachwuchses ein. Er war 10 Jahre Jury-Mitglied des Siemens Gesangswettbewerb Istanbul, darüber hinaus Juror des Siemens Gesangswettbewerb Paris, des Hilde-Zadek-Wettbewerbs und des Wettbewerbs für Wagner-Stimmen Karlsruhe. Darüber hinaus fördert er den Opern-Regienachwuchs als langjähriges Jury-Mitglied des Grazer Ring-Awards und des Europäischen Opernregiepreises. Zudem war Mitglied der Jury von Fedora. Ebenso der Opern-Nachwuchsförderung verpflichtet ist seine Mitwirkung als Ehrenamt im Vorstand der M.A.K.-Stiftung zur Förderung des Musiktheaters.
Spuhler gestaltete ehrenamtlich die Kulturpolitik des Landes Baden-Württemberg mit. Er war Mitglied des Fachbeirats für kulturelle Bildung und Co-Autor der Empfehlungen des Beirats. Ebenso wirkte er als Experte an den beiden Kunstkonzeptionen des Landes mit.
2019 wurde Spuhler zusammen mit Chefdramaturg Jan Linders mit dem Kulturpreis für Völkerverständigung ausgezeichnet. Der Preis wurde 2011 ins Leben gerufen, um Personen für ihren Beitrag zum besseren interkulturellen Verständnis zu ehren. Die Initiative besteht aus Vertretern von Kulturvereinen sowie deutsch-ausländischen Gesellschaften und Einzelpersonen, allesamt mit diversen kulturellen Hintergründen. „Unter der Leitung von Peter Spuhler und Jan Linders steht das Theater ganz unmissverständlich für eine Gesellschaft, die frei, offen und vielfältig ist.“ begründete Kulturbürgermeister Albert Käuflein die Auszeichnung.
Im Frühjahr 2012 beschloss der Verwaltungsrat des Staatstheaters Karlsruhe einstimmig eine Generalsanierung sowie den Neubau eines Schauspielhauses mit integriertem Kinder- und Jugendtheater in einem Kostenrahmen von 120 Millionen Euro. Im Herbst 2012 entschied der Verwaltungsrat ebenfalls einstimmig, einen Architektenwettbewerb vorzubereiten, der im Frühjahr 2014, nach vorheriger einstimmiger Bestätigung der Maßnahme im Karlsruher Gemeinderat, ausgeschrieben wurde. Auch als die Gesamtkosten auf einen Betrag von 500 Mio. Euro beliefen, gelang es Spuhler, das Land Baden-Württemberg und die Stadt Karlsruhe davon zu überzeugen, weiterhin an dem Bauprojekt festzuhalten. Verwirklicht wird ein Entwurf des Büros Delugan Meissl, Wien.
Im Jahr 2015 wurde erstmals über Differenzen zwischen Spuhler und Theaterbeschäftigten berichtet. Im Jahr 2020 wurde erneut Kritik am Führungsstil von Peter Spuhler öffentlich. Vorwürfe betrafen unter anderem Arbeitsüberlastung der Mitarbeiter und einen übermäßig kontrollierenden Führungsstil des Intendanten. Dennoch wurde der Vertrag von Peter Spuhler 2019 um weitere sechs Jahre verlängert. Die Verlängerung erfolgte einstimmig.
Am 17. Juli 2020 wurde nach einer Tagung das Verwaltungsrats nochmals bestätigt, dass Peter Spuhler im Amt bleiben wird (erneut einstimmiger Beschluss). Zuvor hatten rund 270 Mitarbeiter vor dem Theatergebäude demonstriert.
Spuhlers Tätigkeit endete am 31. August 2021 nach Einigung der Vertragsparteien und Entscheidung eines Schiedsgerichts. Auf einen Folgevertrag wurde einvernehmlich verzichtet. Eine Abfindung wurde gezahlt, wie Ministerin Theresia Bauer in Beantwortung der Anfrage des Abgeordneten Stephen Brauer bestätigte. Dies belegt, dass die am 8. Juli 2021 erfolgte Kündigung keinen Bestand hatte. Als Nachfolger Spuhlers im Amt des Generalintendanten wurde Ulrich Peters ernannt.
Am 13. März 2023 wurde Spuhler vom Oberbürgermeister Eckart Würzner als neuer Beauftragter der Stadt Heidelberg für eine Bewerbung zur europäischen Kulturhauptstadt vorgestellt. Spuhler sei die ideale Besetzung, wenn es darum gehe, Heidelberg auf die Bewerbung um den Kulturhauptstadt-Titel vorzubereiten, betonte Würzner.
Peter Spuhler setzt sich für die Städtepartnerschaft zwischen Heidelberg und Montpellier ein und engagiert sich im Ehrenamt, u. a. seit 2023 als Beisitzer im Vorstand der AIDS-Hilfe Heidelberg. Darüber hinaus setzt er sich für das Heidelberger Brauchtum ein. Er ist Ehrensenator verschiedener Heidelberger Fastnachtsvereine (Perkeo Karnevalsgesellschaft, Karnevalsgesellschaft der Polizei, Kurpfälzer Trabanten, Ziegelhäuser Karnevalsgesellschaft) und karnevalistischer Auszeichnungen (u. a. 2007 Goldener Paragraphenreiter, 2008 Liselotte-Orden, 2011 Hofnarrenorden). Am wurde er am 9. Mai 2023 zum Vizepräsidenten der Perkeo Gesellschaft Heidelberg gewählt.